# كوجي واتانابي
كوجي واتانابي (باليابانية: 渡辺康二؛ بالكانا: わたなべ　こうじ) هو لاعب كرة مضرب ياباني، ولد في 19 يناير 1942 في آشيا في اليابان.

## وصلات خارجية
- كوجي واتانابي على موقع رابطة محترفي التنس (الإنجليزية)
- كوجي واتانابي على موقع الاتحاد الدولي لكرة المضرب (الإنجليزية)
- كوجي واتانابي على موقع كأس ديفيز (الإنجليزية)
- كوجي واتانابي على موقع خلاصة التنس.كوم (الإنجليزية)